# Агриппа Менений Ланат (консул 503 года до н. э.)
Агриппа Менений Ланат (лат. Agrippa Menenius Lanatus, ум. 493 до н. э.) — римский политический деятель, консул 503 до н. э.
По сообщению Тита Ливия, Менений происходил из плебеев. Возможно, его род был принят в число патрицианских при последних царях или в первые годы республики, а сам он вошел в состав сената.
В 503 до н. э. был консулом вместе с Публием Постумием Тубертом. Отличился в войне с сабинами: когда Постумий был разбит и окружен в горах, Менений выступил из Рима ему на помощь, и вынудил сабинов отступить. Затем оба консула вторглись на вражескую территорию и нанесли сабинам крупное поражение в битве у Эрета. В этой битве больше отличился Постумий, но так как римляне были недовольны его предыдущей неудачей, и обвиняли в гибели многих воинов, то он удостоился только овации, тогда как Менений 4 апреля 503/502 до н. э. отпраздновал триумф.
Ливий ничего об этом не сообщает, зато пишет, что в том году началась война с аврунками, так как те овладели латинскими городами Помецией и Корой. Консулы разгромили войско аврунков, после чего война продолжилась в районе Помеции. На самом деле, как полагают, указанные города захватили вольски, а не аврунки, жившие значительно южнее.
В 494 до н. э., когда в ходе первой плебейской сецессии плебеи ушли из Рима на Священную гору, сенат направил к ним парламентеров во главе с популярным у народа Менением, и тот уговорил плебеев вернуться в город. Ливий и Дионисий Галикарнасский пишут, что Агриппа убедил людей с помощью притчи о восстании человеческих органов против желудка, который сам ничего не делает, а «лишь наслаждается тем, что получает от других». Желудку он уподобил патрициев и сенаторов.
По мнению исследователей, эту широко известную притчу римские историки позаимствовали у греков. Она имеется у Ксенофонта, а позднее её использовал апостол Павел. Римские авторы, которые приводят варианты этой притчи, не связывают её ни с Агриппой Менением, ни с событиями плебейской сецессии.
Умер в следующем году. С его смертью связана одна из столь любимых римлянами патриотических историй, прославляющих благородную бедность отцов республики. У семьи не хватило денег на достойные похороны, и плебейские трибуны собрали с каждого плебея по одному секстанту (1/6 асса). Дионисий добавляет, что сенат, узнав об этой инициативе, не захотел уступать плебеям в благородстве, и постановил похоронить Менения на государственный счет, а собранные деньги вернуть народу. Плебеи отказались принять деньги обратно, и решили отдать их детям покойного, «из сострадания к их бедности, и чтобы защитить их от занятий, недостойных доблести их отца».
Уважение к его памяти было настолько велико, что и спустя много лет римские женщины каждый год проводили некоторое время в трауре, «отказываясь от пурпурных одежд и золота».